# Pro D2 2005-06
El Pro D2 2005-06 fue la sexta edición de la segunda categoría profesional del rugby francés.

## Modo de disputa
El torneo se disputó en formato de todos contra todos en condición de local y de visitante en su fase regular, el equipo que se ubicó en la primera posición al finalizar el torneo se coronó campeón, del 2° al 5° puesto disputaron un play-off para decidir el segundo ascenso.
Los últimos tres equipos al finalizar el torneo descendieron directamente a la tercera división.

## Clasificación
| Pos. | Equipo                | Encuentros | Encuentros | Encuentros | Encuentros | Tantos | Tantos | Tantos | Puntos Bonus | Puntos |
| Pos. | Equipo                | PJ         | PG         | PE         | PP         | F      | C      | Dif    | Puntos Bonus | Puntos |
| ---- | --------------------- | ---------- | ---------- | ---------- | ---------- | ------ | ------ | ------ | ------------ | ------ |
| 1.º  | Montauban             | 30         | 25         | 1          | 4          | 823    | 432    | 391    | 15           | 117    |
| 2.º  | Sporting Club Albi    | 30         | 21         | 1          | 8          | 650    | 494    | 156    | 12           | 9      |
| 3.º  | US Dax                | 30         | 19         | 0          | 11         | 712    | 488    | 224    | 14           | 90     |
| 4.º  | Auch                  | 30         | 18         | 0          | 12         | 657    | 505    | 152    | 16           | 88     |
| 5.º  | Béziers               | 30         | 18         | 0          | 12         | 729    | 629    | 100    | 14           | 86     |
| 6.º  | Tarbes                | 30         | 18         | 1          | 11         | 685    | 588    | 97     | 10           | 84     |
| 7.º  | Union Bordeaux Bègles | 30         | 15         | 2          | 13         | 593    | 631    | -38    | 8            | 72     |
| 8.º  | Stade Rochelais       | 30         | 15         | 0          | 15         | 560    | 600    | -40    | 6            | 66     |
| 9.º  | Oyonnax               | 30         | 14         | 1          | 15         | 519    | 583    | -64    | 6            | 64     |
| 10.º | Colomiers             | 30         | 14         | 0          | 16         | 535    | 662    | -127   | 7            | 63     |
| 11.º | Mont-de-Marsan        | 30         | 11         | 0          | 19         | 631    | 651    | -20    | 12           | 56     |
| 12.º | Lyon OU               | 30         | 11         | 0          | 19         | 484    | 579    | -95    | 11           | 55     |
| 13.º | Racing Paris          | 30         | 11         | 2          | 17         | 538    | 715    | -177   | 6            | 54     |
| 14.º | Pays d'Aix            | 30         | 10         | 1          | 19         | 527    | 672    | -145   | 11           | 53     |
| 15.º | Aurillac              | 30         | 10         | 0          | 20         | 558    | 669    | -111   | 11           | 51     |
| 16.º | Tyrosse               | 30         | 5          | 1          | 24         | 495    | 798    | -303   | 8            | 30     |

| Bandera de Francia |
| Campeón Montauban  |
| Primer título      |

## Segundo ascenso

### Semifinal
| 2006 | Dax | 28 - 27 | Auch |  |  |

| 2006 | Albi | 25 - 20 | Béziers |  |  |

### Final
| 4 de junio de 2006 | US Dax | 8 - 12 | Sporting Club Albi |  |  |